# Louis Demaëght
Laurent Louis Philippe Demaëght est un officier et archéologue français né le 13 janvier 1831 à Petite-Synthe et mort le 26 avril 1898 à Oran. 
Il est le cofondateur en 1885, et le premier conservateur du musée municipal d'Oran. Ce musée est nommé Demaëght peu après sa mort et conserve cette dénomination jusqu'à l'indépendance de l'Algérie.

## Biographie
Fils d'instituteur, Louis Demaëght s'engage dans l'armée comme volontaire à 17 ans, en 1848. il reçoit les galons de sous-lieutenant en 1854 lors de la campagne de Crimée. Il est blessé à Malakoff. Il est promu lieutenant à son retour en 1857, puis capitaine en 1865. Servant sans discontinuer en Algérie depuis 1857, il exerce pendant quatre ans au bureau des affaires arabes, et remplit les fonctions de commandant supérieur du cercle de Biskra. Lors de la révolte des Mokrani en 1871, il participe à la défense de Bordj bou Areridj. Rentré en Métropole en 1871, il est nommé major au 26e régiment d'infanterie de ligne en 1873. Affecté en 1875 au 2e régiment de zouaves, il est renvoyé en Algérie l'année suivante. Admis à la retraite en janvier 1879, il est aussitôt nommé commandant du bureau de recrutement d'Oran.

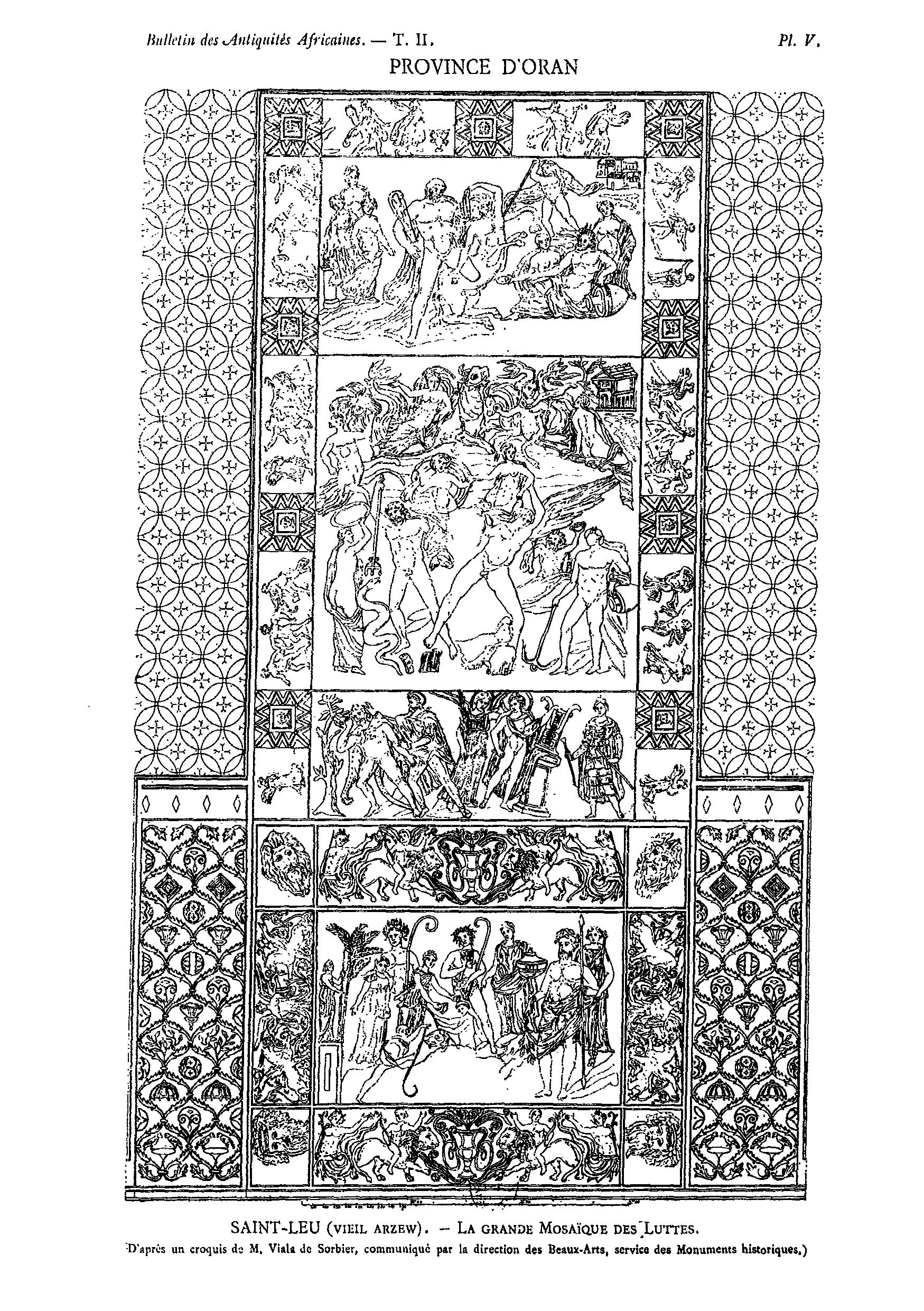
Dessin (1862) de la grande mosaïque de Portus Magnus déplacée au musée municipal d'Oran par la Société Géographique de la Province d'Oran.

Il peut dès lors exercer sa passion pour l'épigraphie et la numismatique antique, et sa réputation rapidement établie dans la province d'Oran lui permet de rassembler une collection de pièces antiques, grâce auxquelles il fait avancer les connaissances sur la Maurétanie Césarienne, en particulier dans sa partie oranaise.
Il est parallèlement un membre actif et influent de la Société de Géographie et d'Archéologie de la Province d'Oran, fondée en 1878. Cette société est à l'origine du Musée d'Oran, fondé le 5 mai 1885, et remis peu de temps après à  l'administration municipale. Le noyau des fonds du musée est justement la collection archéologique rassemblée par Demaëght, enrichie rapidement de deux superbes mosaïques romaines enlevées, par mesure de sauvegarde, du site antique de Portus magnus, au "Vieil Arzew", commune de Saint-Leu (aujourd'hui Bethioua).
Louis Demaëght est naturellement nommé le conservateur de ce musée, et le reste jusqu’à sa mort, survenue à Oran le 26 avril 1898. Dans sa séance du 3 mai 1898, le conseil municipal d'Oran décide à l'unanimité de nommer le musée d'Oran musée Demaëght.
Louis Demaëght est l'auteur d'un Catalogue raisonné des objets archéologiques du musée de la ville d'Oran (musée Demaëght), avec une carte de la partie de la Maurétanie césarienne, correspondant à la province d'Oran, ainsi que d'une monographie sur Portus Magnus, et de très nombreuses communications d'archéologie, d'épigraphie et de numismatique antiques dans plusieurs bulletins de sociétés savantes.
Chevalier de la Légion d'honneur en 1862, il est promu officier du même ordre en 1883. Palmes académiques en 1884. Officier de l'Instruction Publique le 14 juillet 1885.